# Penisola di Taman'
La penisola di Taman' (in russo Тама́нский полуостров?, Tamanskij poluostrov) è una penisola dell'attuale territorio di Krasnodar di Russia.

## Geografia
È circondata a nord dal Mar d'Azov, ad ovest dallo stretto di Kerč' (che la divide dalla penisola di Kerč' e dal resto della Crimea) e a sud dal Mar Nero.

## Storia
Nell'antichità vi erano situate le antiche colonie greche di Ermonassa e Fanagoria e la più recente città di Tmutarakan'. Fu una terra abitata dalle antiche popolazioni dei Maeotae e Sindi. Nel periodo classico fece parte del regno del Bosforo, fra gli abitanti vi erano sarmati, greci, anatolici provenienti dal Ponto ed ebrei.
Nel Basso Medioevo venne colonizzata dalla Repubblica di Genova, in particolare appartenne alla nobile famiglia De Ghisolfi, finché non venne conquistata dagli ottomani. Fu occupata dai tedeschi nel 1942, e ripresa dall'Armata Rossa nel 1943. Nel 2012 venne scoperto dall'Accademia russa delle scienze un tempio dedicato a Demetra, costruito cinquant'anni prima del Partenone, che forse ospitava i misteri eleusini.